# Scottsdale
Scottsdale ist eine Stadt im Maricopa County des Bundesstaats Arizona in den Vereinigten Staaten.
Das U.S. Census Bureau hat bei der Volkszählung 2020 eine Einwohnerzahl von 241.361 ermittelt. Die Stadt stellt eine principal city der Metropolregion Phoenix dar. 
Das Stadtgebiet hat eine Größe von 477,7 km², es befindet sich an den Arizona State Routes 101 und 202 und grenzt an die Hauptstadt Phoenix. Scottsdale zählt zu den reicheren Vororten von Phoenix und ist eine der exklusivsten Städte in den USA. Im Jahre 1993 haben die Bürgermeister der US-Städte Scottsdale zur „lebenswertesten Stadt der USA“ gewählt. In den Boulevardmedien machte der Name der Stadt Schlagzeilen als Prominenten-Urlaubsort.

## Tourismus

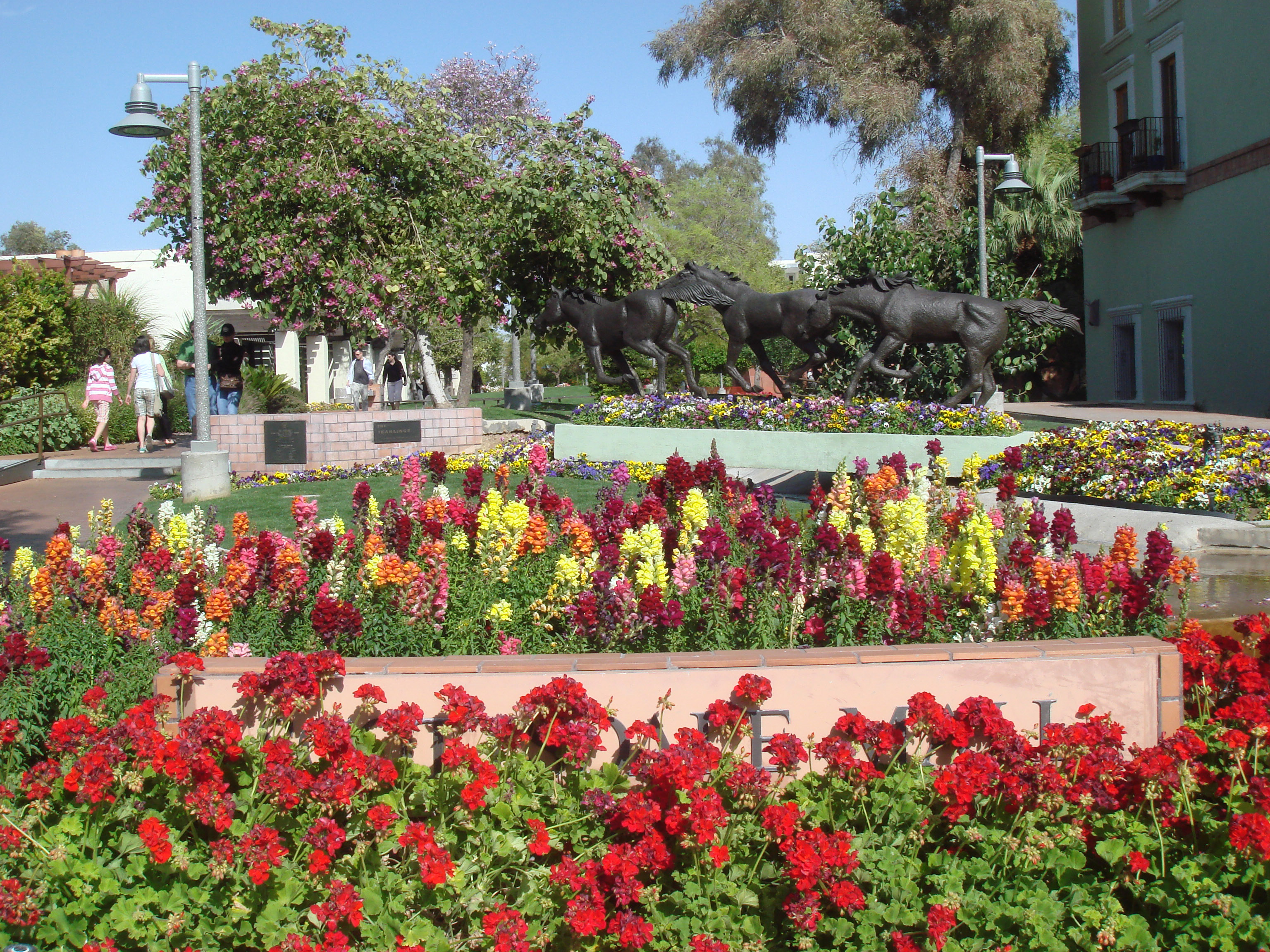
Old Town Scottsdale

Attraktion ist der Vergnügungspark Rawhide, der im Stil der alten Cowboy- und Westernzeiten erbaut ist und in dem mehrmals am Tag gespielte Schießereien durch Stuntmen aufgeführt werden. Die Westernstadt befindet sich nicht mehr in Scottsdale selbst; sie wurde auf dem Gebiet der Ak-Chin Indian Community in der Nähe der Kleinstadt Maricopa neu erbaut.
Auf dem High Green Acres Cemetery-Friedhof in Scottsdale ist der früh verstorbene Wrestler Eddie Guerrero begraben.

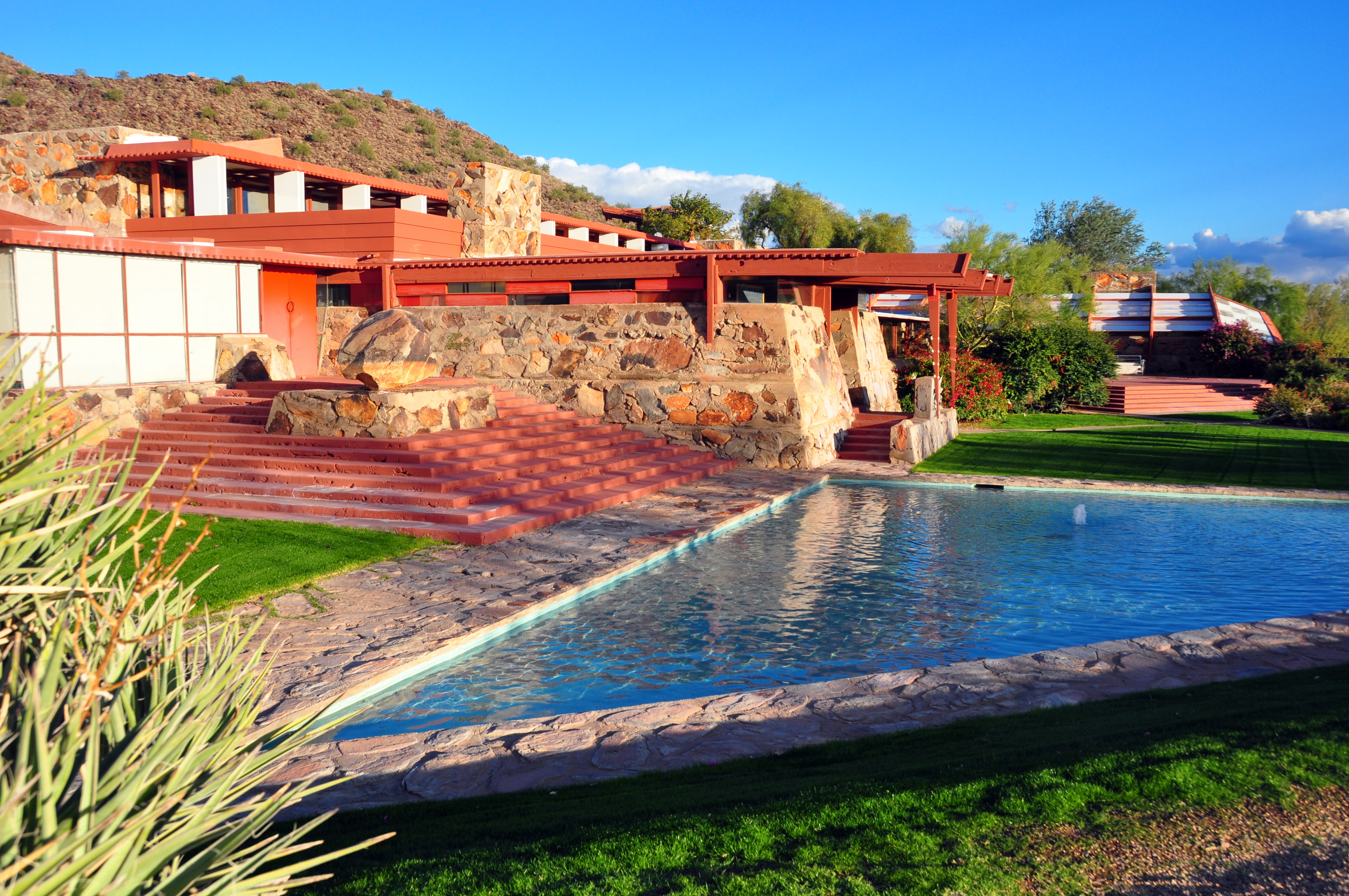
Taliesin West hat seit Mai 1982 des Status eines National Historic Landmarks.

Elf Bauwerke, Bezirke und Stätten in der Stadt und der näheren Umgebung sind im National Register of Historic Places (NRHP) eingetragen (Stand 23. Oktober 2020), wobei das von Frank Lloyd Wright erbaute Taliesin West den Status einer National Historic Landmark hat.

## Einwohnerentwicklung
| Jahr | Einwohner¹ |
| ---- | ---------- |
| 1980 | 88.412     |
| 1990 | 130.075    |
| 2000 | 202.705    |
| 2010 | 217.385    |
| 2020 | 241.361    |

¹ 1980–2020: Volkszählungsergebnisse

## Wirtschaft
Der Mischkonzern Carlisle Companies, ein Hersteller von Baustoffen, Kabeln, Beschichtungstechnik und Bremssystemen, sowie der Metallhändler Reliance, Inc. haben ihren Sitz in Scottsdale.

## Scottsdale in Film und Fernsehen
- Im Film Little Miss Sunshine spielt der Ort eine wichtige Rolle. Er wird als Sinnbild für die Abgeschiedenheit benutzt.
- In der Folge „The Ungroundable“ der Serie South Park wird Scottsdale als „the most horrible, miserable place“ beschrieben.
- In der Folge „Kill Gil: Vol. 1 & 2“ der Serie Die Simpsons übernimmt der ewige Verlierer „Gil Gunderson (Spitzname: Der alte Gil)“ in Scottsdale die Leitung einer Immobilienagentur.

## Städtepartnerschaften
Folgende acht Städte sind Partnerstädte von Scottsdale:
- Álamos, Sonora, Mexiko
- Interlaken, Kanton Bern, Schweiz
- Cairns, Queensland, Australien
- Kingston, Ontario, Kanada
- Haikou, Hainan, China
- Marrakesch, Marokko
- Uasin Gishu, Kenia
- Killarney, Kerry, Irland

## Sonstiges
Der Ringerverein Sunkist Kids gehört zu den bekanntesten und erfolgreichsten der Vereinigten Staaten.
George Mikan (1924–2005), „Mr. Basketball“, verstarb, ebenso wie Creedence-Clearwater-Revival-Gitarrist Tom Fogerty (1941–1990), der Wrestler Warrior (1959–2014) und Boxweltmeister Muhammad Ali (1942–2016) in einem Krankenhaus in Scottsdale.

## Söhne und Töchter der Stadt
- Max Aaron (* 1992), Eiskunstläufer
- Kyle Allen (* 1996), American-Football-Spieler
- Miller Barber (1931–2013), Golfspieler, lebte zwischen 2004 und 2013 in Scottsdale
- Adam Baumann (* 1981), Basketballspieler
- Brie Bella (* 1983), Wrestlerin
- Nikki Bella (* 1983), Wrestlerin
- Daryl Bernstein, Unternehmer und Autor
- Sierra Blair-Coyle (* 1994), Sportlerin (Boulder)
- Alektra Blue (* 1983), Pornodarstellerin
- Vanessa Borne, bürgerlich Danielle Sierra Kamela (* 1988), Wrestlerin
- Sammi Hanratty (* 1995), Schauspielerin
- Catherine Hicks (* 1951), Schauspielerin (Eine himmlische Familie)
- Kalani Hilliker (* 2000), Tänzerin, Model, Kinderdarstellerin
- Myles Jack (* 1995), American-Football-Spieler
- Auston Matthews (* 1997), Eishockeyspieler
- Angela Morley (1924–2009), britische Komponistin und Dirigentin
- Heather Morris (* 1987), Schauspielerin (Glee)
- Byron Murphy (* 1998), American-Football-Spieler
- Alexa Noel (* 2002), Tennisspielerin
- Vanessa Nygaard (* 1975), Basketballtrainerin
- Cheryl Pollak (* 1967), Schauspielerin, Regisseurin und Produzentin
- Camden Pulkinen (* 2000), Eiskunstläufer
- Wes Schweitzer (* 1993), American-Football-Spieler
- Emma Stone (* 1988), Schauspielerin
- Brady Tkachuk (* 1999), Eishockeyspieler
- Matthew Tkachuk (* 1997), Eishockeyspieler
- Umajesty Williams (* 1999), philippinisch-US-amerikanischer Sprinter
- Kayla Hankins (* 2002), Radsportlerin
- Tarik Mrkva (* 2005), bosnischer Eishockeyspieler